# Floppotron
Le Floppotron est un instrument de musique électronique créé par l'ingénieur polonais Paweł Zadrożniak.
Il est constitué d'un ensemble synchronisé de matériel informatique partiellement obsolète programmé pour jouer des mélodies. La version actuelle du Floppotron 3.0 comprend 512 lecteurs de disquettes, 16 disques durs et 4 scanners à plat. L'effet final est celui d'un orchestre de robots.
Le nom floppotron est dérivé de floppy, le terme anglais pour désigner un lecteur de disquettes.

## Développement

### Première version
La première version de l'instrument a été construite en 2011 et se composait de deux lecteurs de disquettes et d'un microcontrôleur ATMega. Le son est produit par la tête magnétique mue par son moteur pas à pas. Pour produire un son spécifique la tête doit être déplacée avec une fréquence adaptée.
L'invention a acquis une notoriété publique avec une démonstration de la Marche impériale publiée sur YouTube atteignant plus de 6 millions de vues.

### Version 2.0
En 2016, Paweł Zadrożniak a amélioré sa version précédente du Floppotron avec 64 lecteurs de disquettes, 8 disques durs et deux scanners. Chaque colonne de 8 lecteurs de disquettes est connectée à un contrôleur à 8 canaux construit sur un microcontrôleur ATMega16. Le disque dur est contrôlé par 2 sorties push-pull construites avec des transistors MOSFET discrets. Les têtes de scanner sont contrôlés par des Arduino Uno,. Le 6 juin 2022, Floppotron 2.0 a été officiellement mis hors service.

### Version 3.0
Le 13 juin 2022, une version 3.0 du Floppotron a été dévoilée avec 512 lecteurs de disquettes, 16 disques durs et 4 scanners. Le premier morceau joué publiquement sur le Floppotron 3.0 est L'Entrée des gladiateurs.

## Principes de fonctionnement
Tout appareil doté d'un moteur électrique est capable de créer un son. Les scanners et les lecteurs de disquettes utilisent des moteurs pas à pas pour déplacer la tête avec des capteurs qui numérisent une image ou effectuent des opérations de lecture/écriture sur un disque magnétique. Le son généré par un moteur dépend de sa vitesse d'entraînement : plus la fréquence est élevée, plus le son est aigu. Les disques durs utilisent un aimant et une bobine pour positionner la tête. Lorsque la tension est fournie suffisamment longtemps, la tête accélère et heurte la butée mécanique en émettant un son de type « coup de tambour ».
Le Floppotron traduit les fichiers musicaux MIDI en une série de commandes indiquant aux appareils quand produire des bourdonnements et des cliquetis.

## Reprises de chansons
En avril 2019, il y avait plus d'une centaine de chansons jouées avec le Floppotron sur la page YouTube de Zadrożniak. Les chansons incluent Bohemian Rapsody de Queen, Smells Like Teen Spirit de Nirvana, Seven Nation Army de White Stripes, Sweet Dreams d'Eurythmics, Thriller de Michael Jackson, et Song 2 de Blur.